# Sphaerostephanos trichochlamys
Sphaerostephanos trichochlamys är en kärrbräkenväxtart som beskrevs av Holtt. Sphaerostephanos trichochlamys ingår i släktet Sphaerostephanos och familjen Thelypteridaceae. Inga underarter finns listade.